# ساكسونيا أنهالت
ساكسونيا أنهالت أو ساكسن-أنهالت أو زَكْسن-أَنْهَلت (بالألمانية: Sachsen-Anhalt) هي إحدى ولايات ألمانيا الست عشرة. كانت قبل الوحدة الألمانية إحدى ولايات جمهورية ألمانيا الديمقراطية.
كانت العاصمة ماغدبورغ مركزاً مهماً خلال عصر الامبراطورية الرومانية المقدسة.

## التاريخ
مع نهاية الحرب العالمية الثانية، بسط الجيش الأمريكي سيطرته على معظم المناطق الشمالية والغربية لما سيُعرف لاحقاً باسم ساكسونيا أنهالت في شهر نيسان/أبريل من عام 1945. وقام مجلس الحكم الأمريكي في ألمانيا بتعيين أول مسؤولين غير نازيين في مناصب هامة في المنطقة، فأعيد تعيين إرهارد هابنر (الذي كان النازيون قد دفعوه إلى ترك منصبه) في منصب حاكم الولاية. انسحب الجيش الأمريكي بحلول مطلع شهر تموز/يوليو من مقاطعة ساكسونيا البروسية ليفسح بذلك المجال للجيش الأحمر ليتمركز في المنطقة لأنها كانت من بين المناطق الداخلة ضمن منطقة الاحتلال السوفييتي طبقاً لما اتفق عليه الحلفاء (باستثناء فرنسا) في بروتوكول لندن عام 1944، والذي قُسِّمَت فيه ألمانيا إلى ثلاث مناطق احتلال.
أصدرت الإدارة العسكرية السوفييتية في ألمانيا أمراً يوم 9 تموز/يوليو بدمج كل من ولاية أنهالت الحرة وهاله-مرسيبورغ وماغديبورغ (على حدودها آنذاك) وآلشتيت (قبل تورينغن) والمناطق المحصورة الشرقية والنتوءات من برونزفيك (كالفودو والقسم الشرقي من مقاطعة بلانكنبورغ السابقة) مع مقاطعة ساكسونيا.

## الجغرافيا
تقع ساكسن-أنهالت في وسط ألمانيا. يحد الولاية كل من براندنبورغ، ساكسونيا السفلى، تورنغن وساكسونيا.
معظم أراضي الولاية سطحية. أهم الانهر الالبه وسال.

## التقسيم السياسي وأهم المدن
تقسم الولاية إلى 21 دائرة قروية و 3 دوائر مدنية.
ماغدبورغ هي أكبر مدينة بالولاية، عدد سكانها يزاهي ال 227 الف نسمة (2003).
أهم المدن الأخرى: ديساو وهاله.

## التركيب السكاني
شهدت ساكسونيا أنهالت نزعة اتصفت بالانخفاض المستمر في عدد سكان الولاية منذ إعادة توحيد ألمانيا. وإحدى الأسباب وراء هذه النزعة هو الهجرة إلى خارج الولاية وتجاوز معدل الوفيات معدل الولادات. وبالرغم من ثبات معدل الولادات منذ عام 1994، إلّا أن صافي نسبة التكاثر (وهو متوسط قيمة الإناث المولودات في حال قضت حياتهن بالتوافق مع معدلات الخصوبة والوفيات المحددة لسنة ما) تبلغ حوالي 70% فقط. في حين بلغ معدل الخصوبة الكلي قيمة 1.50 عام 2014، وهي أعلى قيمة له منذ عام 1990.
| السنة | عدد السكان | مقدار التغير |
| ----- | ---------- | ------------ |
| 1990  | 2,873,957  |              |
| 1995  | 2,738,928  | −135,029     |
| 2000  | 2,615,375  | −123,553     |
| 2005  | 2,469,716  | −145,659     |
| 2010  | 2,335,006  | −134,710     |

تبلغ نسبة السكان الأجانب 1.9 بالمئة من مجموع سكان ولاية ساكسونيا أنهالت، وهي أقل نسبة من بين جميع الولايات الاتحادية الألمانية.

### الدين
| الدين في ساكسونيا أنهالت - 2016 | الدين في ساكسونيا أنهالت - 2016 | الدين في ساكسونيا أنهالت - 2016 | الدين في ساكسونيا أنهالت - 2016 | الدين في ساكسونيا أنهالت - 2016 |
| ------------------------------- | ------------------------------- | ------------------------------- | ------------------------------- | ------------------------------- |
|                                 |                                 |                                 | النسبة المئوية                  |                                 |
| بروتستانت إنجيليون              | بروتستانت إنجيليون              |                                 | 12.7%                           | 12.7%                           |
| رومان كاثوليك                   | رومان كاثوليك                   |                                 | 3.5%                            | 3.5%                            |
| لادينيون                        | لادينيون                        |                                 | 81.8%                           | 81.8%                           |
| أديان أخرى                      | أديان أخرى                      |                                 | 2%                              | 2%                              |

ارتبطت المنطقة بالعقيدة اللوثرية في السياق التاريخي، ولكن تراجع عدد معتنقي المسيحية تراجعاً كبيراً في ظل حكم النظام الشيوعي. ويعود ذلك نتيجة ممارسات السلطات التي شجعت على هجر الدين والتدين. ويقع في الولاية عدة مواقع هامة مرتبطة بحياة مارتن لوثر ومنها مدينة فيتنبرغ اللوثرية ومدينة أيسليبن اللوثرية.
كانت غالبية مواطني ساكسونيا أنهالت عام 2016 من اللادينيين، وفاق عدد من ترك الكنائس أولئك الداخلين إليها - تعد ساكسونيا أنهالت في الواقع أكثر الولايات الألمانية لادينيةً. ففقط نسبة 16.2% من سكان الولاية يتبعون إحدى الطوائف المسيحية الكبرى (نسبة 12.7% من أعضاء الكنيسة الإنجيلية في ألمانيا، وبلغت نسبة الكاثوليك 3.5%)، أما نسبة 2% المتبقية فتتوزع على متبعي بضعة أديان أخرى (ومعظمهم يتبعون الإسلام واليهودية والكنيسة الرسولية الجديدة والمندائية). وكانت نسبة 81.8% من مواطني ساكسونيا أنهالت غير مرتبطة بأي معتقد ديني.

## الاقتصاد والبنية التحتية
ساكسن-أنهالت تحتل الصدارة بين ولايات ألمانيا في نسبة البطالة.
منطقة هاله والمنطقة المحيطة بلايبزغ تشكل منطقة صناعية كبرى بالمنطقة. الصناعات تتركز في القطاع النفطي والكيماوي.
يوجد بماغدبورغ مطار دولي.

## معرض صور

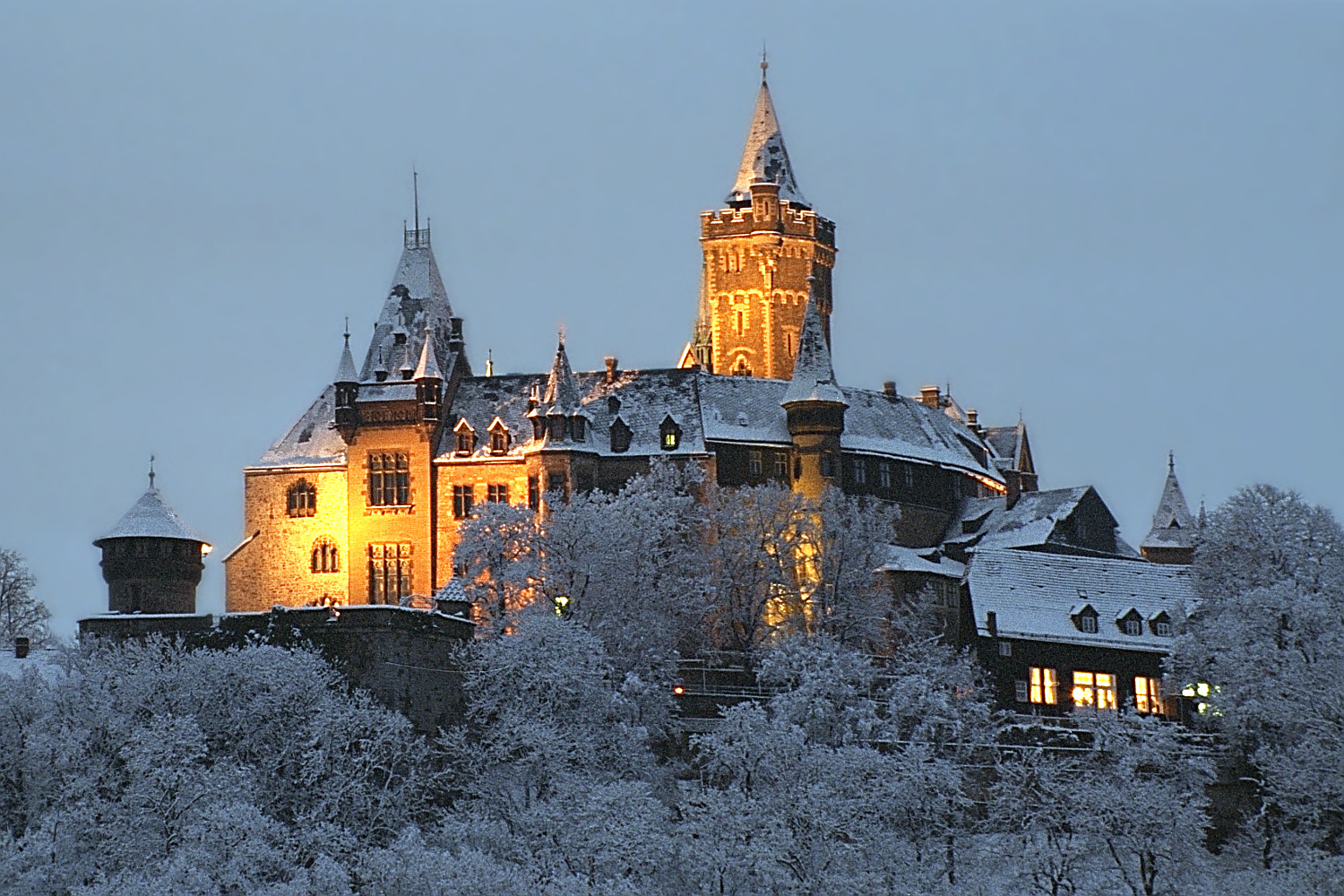
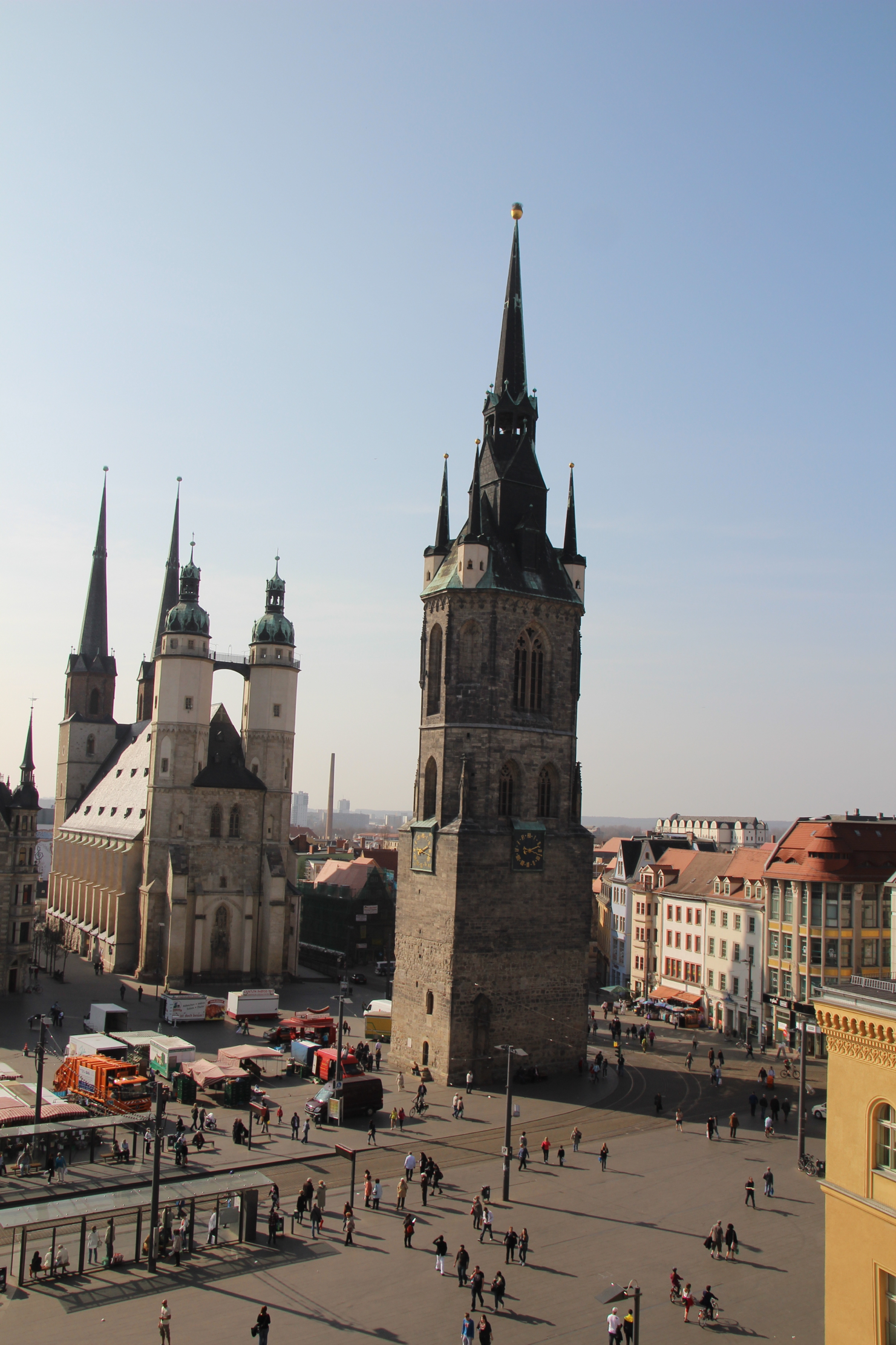
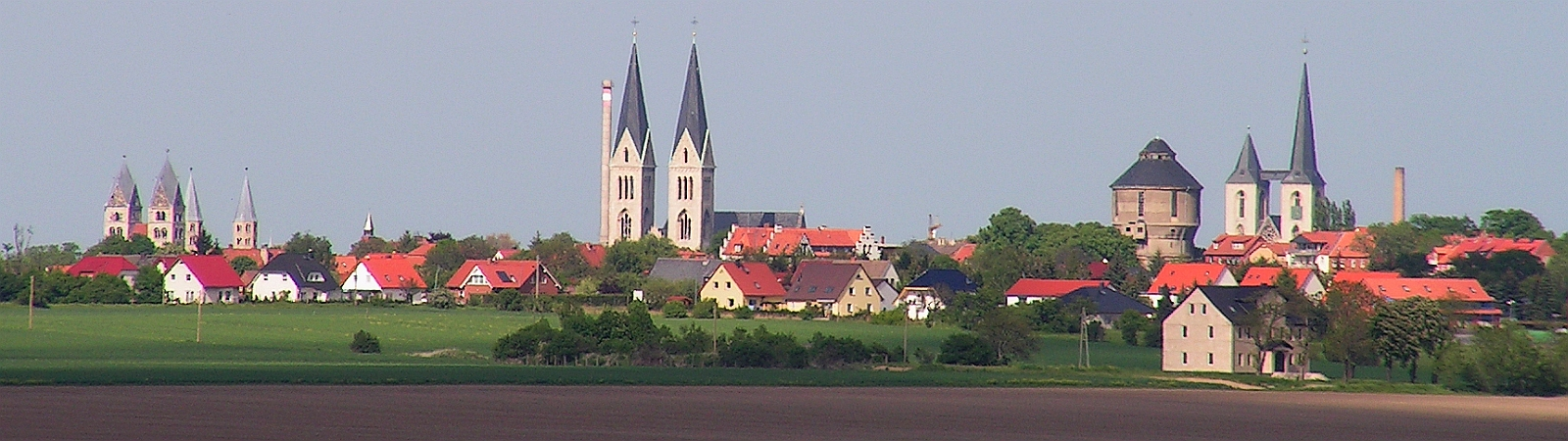
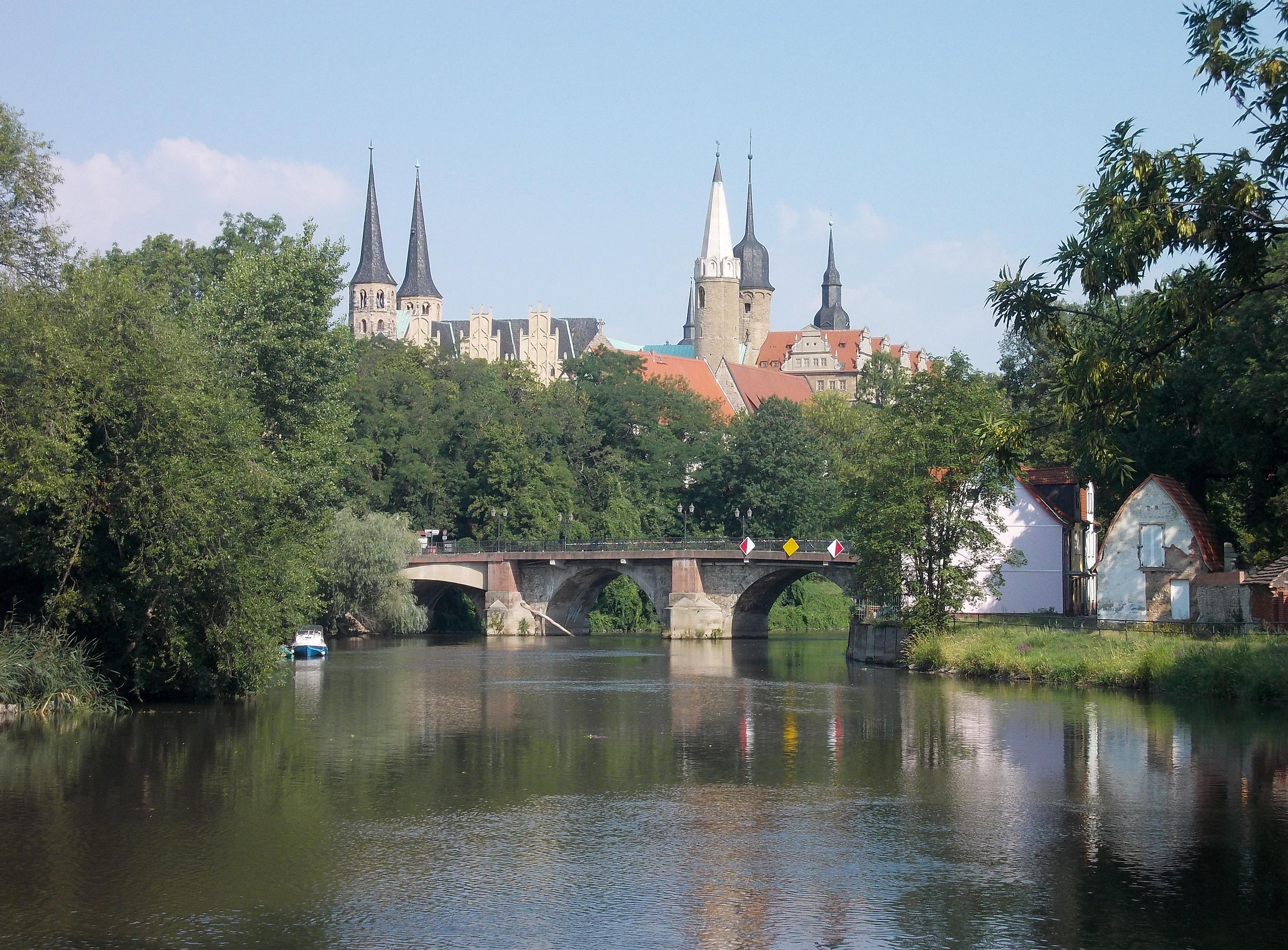
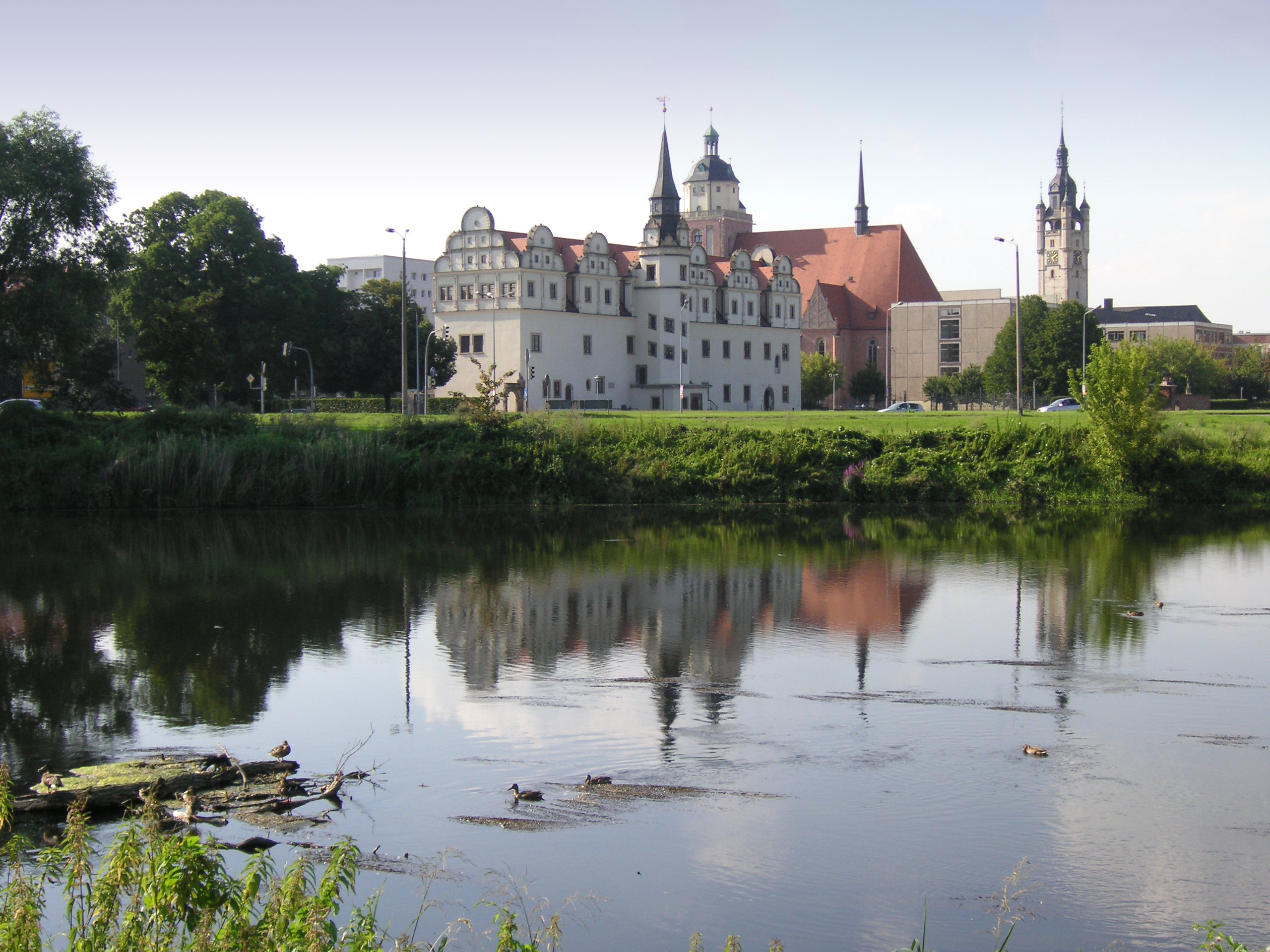
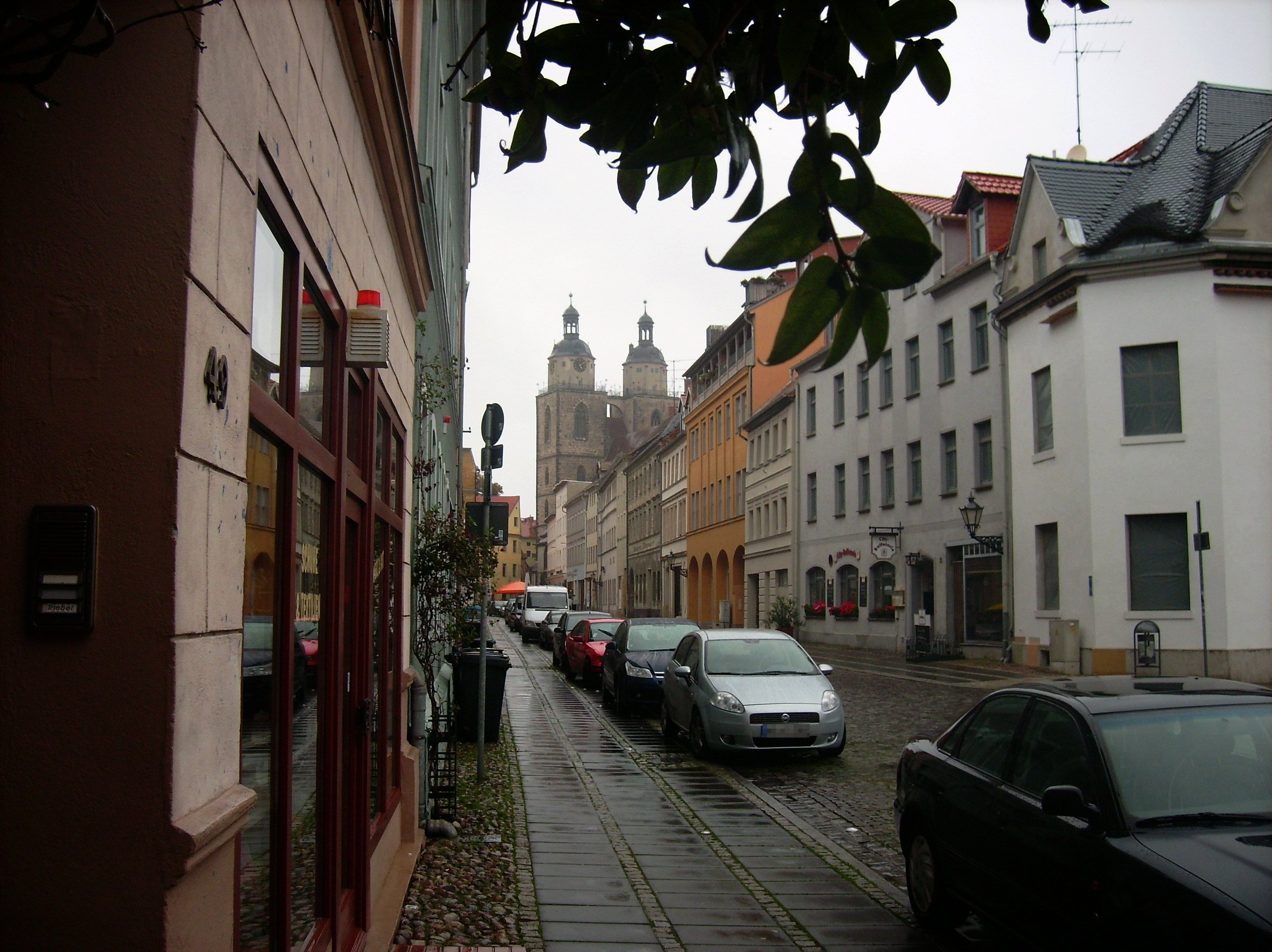

## التعليم والثقافة
أهم الجامعات: جامعة ماغدبورغ.

## وصلات خارجية
- البوابة الحكومية الرسمية (بالألمانية)

- الدليل الرسمي